# Nagpur (stato)
Lo stato di Nagpur fu uno stato principesco del subcontinente indiano, avente per capitale la città di Nagpur.

## Storia
La storia di Nagpur ha origine all'inizio del XVIII secolo, quando era parte del regno Gond di Deogarh. Bakht Buland Shah, sovrano di Deogarh, visitò Delhi e successivamente si convinse a sviluppare il suo regno. Per questo fine invitò artigiani e coltivatori mussulmani e indù a popolare quella che divenne poi la città di Nagpur. Il suo successore, Chand Sultan, continuò lo sviluppo del paese. Dopo la morte di Chand Sultan, i Bhonsle presero il controllo del regno.
Dopo la morte di Chand Sultan nel 1739, vi furono delle lotte di successione che portarono all'usurpazione del trono da parte di Wali Shah, figlio illegittimo di Bakht Buland Shah. La vedova di Chand Sultan invocò l'aiuto del sovrano maratha Raghoji I Bhonsle di Berar nell'interesse dei suoi figli Akbar Shah e Burhan Shah. Wali Shah venne messo a morte ed i legittimi eredi posti sul trono. Raghoji I Bhonsle tornò a Berar con ricche ricompense.
Il dissenso però continuò anche tra i due fratelli e il primogenito di questi, Burhan Shah, invocò nuovamente l'aiuto di Raghoji I Bhonsle. Akbar Shah venne esiliato ed infine avvelenato a Hyderabad. Ma questa volta Raghoji I Bhonsle si proclamò protettore del sovrano e dal 1743 divenne de facto dignitario del sovrano, con poteri reali sullo stato. A partire da Raghoji I Bhonsle si installarono i maratha al trono di Nagpur.

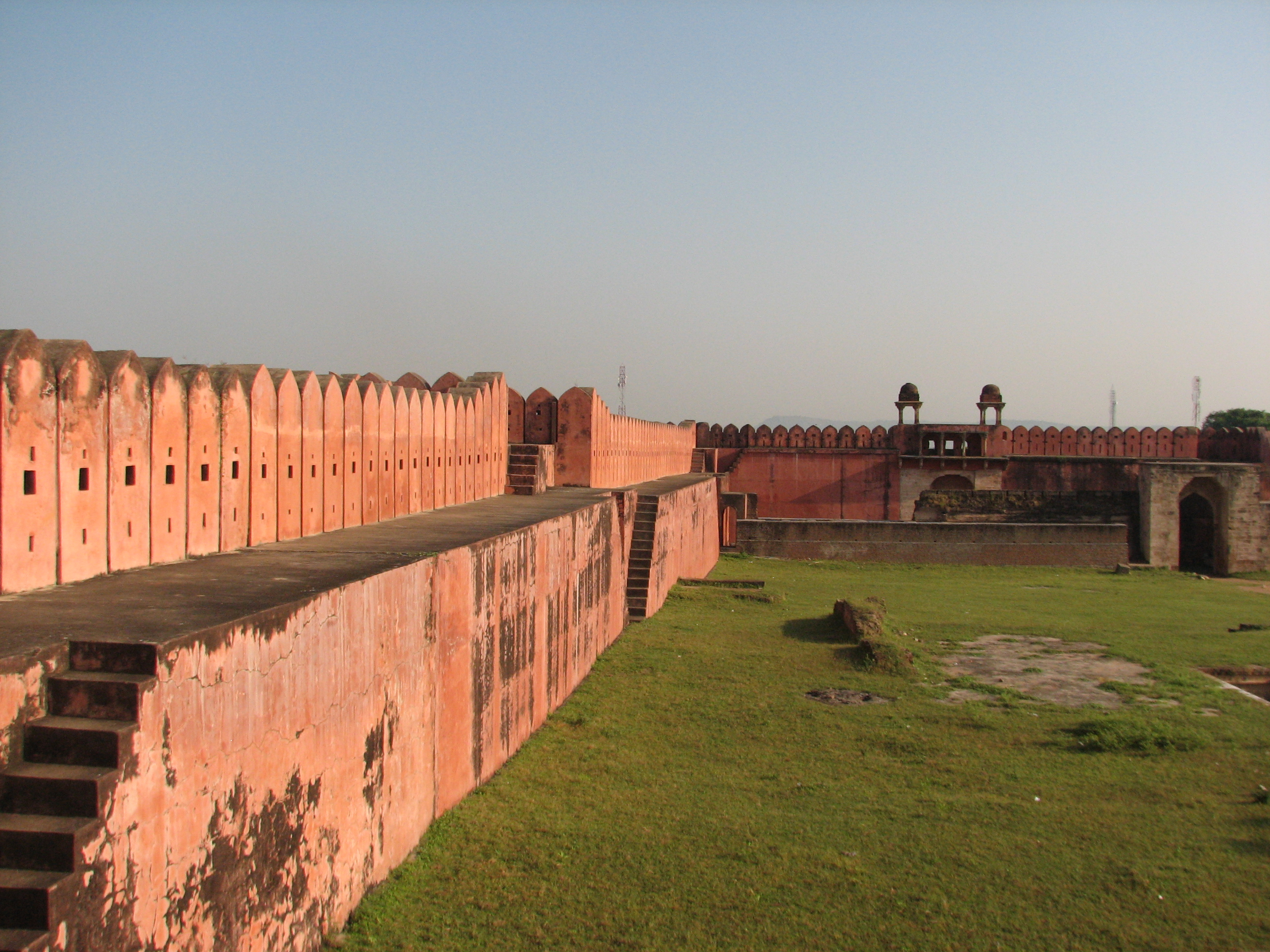
Veduta interna del forte di Nagardhan di Nagpur commissionato da Raghoji Bhonsle.

Sotto il governo di Raghoji I Bhonsle (1739–1755), l'esercito attaccò per due volte il Bengala ed ottenne la cessione di Cuttack, Chanda, Chhattisgarh e Sambalpur tra il 1745 ed il 1755, anno della sua morte.

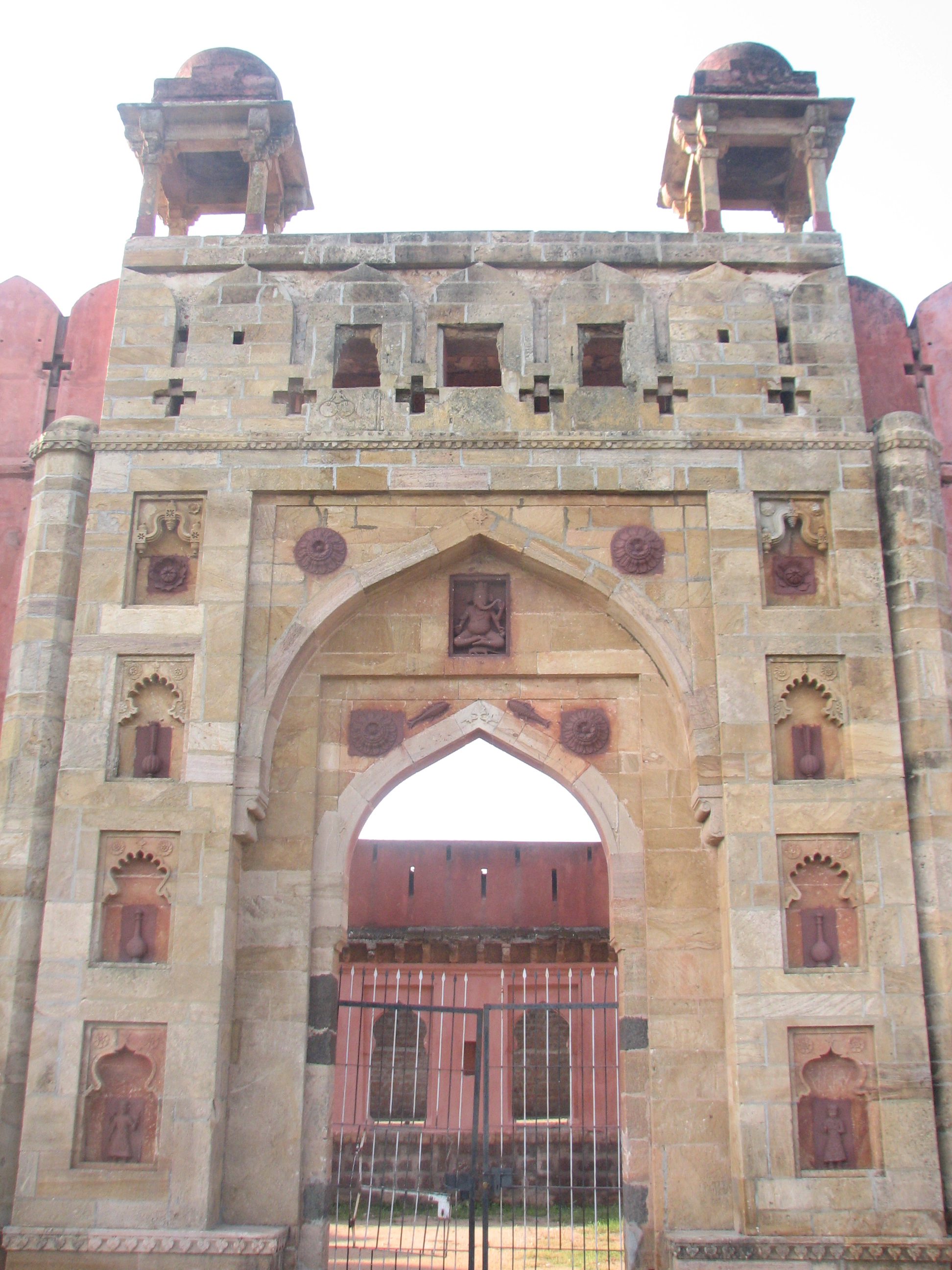
Entrata principale del forte di Nagarhan costruito dalla dinastia Bhonsle.

Il suo successore, Janoji Bhonsle, prese parte alle guerre contro il pascià ed il nizam di Hyderabad. Dopo averli traditi entrambi, i due principi nemici si accordarono per saccheggiare e porre a ferro e fuoco Nagpur nel 1765.
Alla morte di Janoji il 21 maggio 1772, i suoi fratelli lottarono per la successione, sino a quando Mudhoji Bhonsle non sparò all'altro contendente nella battaglia di Panchgaon che si svolse a 10 km a sud di Nagpur, riuscendo a ottenere la reggenza per il figlio infante Raghoji II Bhonsle, il quale divenne erede adottato di Janoji. Nel 1785 Mandla e l'alta valle del fiume Narmada vennero aggiunte ai domini di Nagpur. Mudhoji si dimostrò in vita favorevole alla Compagnia britannica delle Indie orientali e la sua politica venne continuata per qualche tempo da Ranhoji II, il quale acquisì Hoshangabad e la bassa valle del Narmada. Nel 1803, ad ogni modo, si unì con Daulat Rao Sindhia di Gwalior contro gli inglesi. I due principi vennero sconfitti nella battaglia di Assaye ed in quella di Argaon, e col trattato di Deogaon di quello stesso anno, Raghoji venne costretto a cedere Cuttack, la parte meridionale di Berar e Sambalpur (dal 1806) agli inglesi.
Alla morte di Raghoji II nel 1816, suo figlio Parsoji venne privato del titolo e poi assassinato da Mudhoji II Bhonsle, noto anche col nome di Appa Sahib, figlio di Vyankoji, fratello di Raghoji II, nel 1817. Un trattato di alleanza con gli inglesi gli consentì di mantenersi al trono, e consolidò la presenza inglese a corte dove già dal 1799 si trovava un residente. Nel 1817, lo scoppio di un conflitto tra gli inglesi ed il pascià, portò Appa Sahib a rifiutare la sua alleanza con gli inglesi, accettando titoli e onori dal pascià. Le sue truppe attaccarono gli inglesi e vennero sconfitte presso il forte di Sitabuldi. Questo fatto lo portò a dover cedere agli inglesi la porzione restante di Berar e la valle del Narmada. Appa Sahib venne lasciato tornare sul trono, ma quando poco dopo venne scoperto nuovamente a cospirare contro gli inglesi fu deposto ed imprigionato ad Allahabad. Nel percorso verso la prigione corruppe le guardie e fuggì, dapprima sulle colline di Mahadeo e poi nel Punjab, riuscendo infine a trovare asilo presso la corte di Man Singh di Jodhpur.
Raghoji III (1818–1853), pronipote di Raghoji II, fu quindi fatto salire sul trono ed i territori vennero de facto amministrati dal residente britannico dal 1818 al 1830. Il sovrano morì senza eredi maschi nel 1853 ed il regno venne annesso dagli inglesi sulla base della dottrina della decadenza. L'ex regno divenne la provincia di Nagpur sino alla costituzione delle Province Centrali nel 1861. Durante i moti indiani del 1857 il territorio si preparò ad aderire alla rivolta ma la pronta azione delle autorità civili supportate da truppe provenienti da Kamptee sedarono queste intenzioni. Vennero impiccati alcuni ufficiali locali sui contrafforti del forte locale. L'ormai anziana principessa Baka Bai, vedova di Raghoji II, utilizzò tutta la sua influenza per sostenere gli inglesi e mantenersi leale alla loro causa.

### Governanti
I sovrani di Jalaun portavano il titolo di maharaja.

#### Maharaja
- Raghoji I Bhonsle (1739 - 14 febbraio 1755)
- Janoji Bhonsle (1755 - 21 maggio 1772)
- Mudhoji Bhonsle (1772 - 19 maggio 1788)
- Raghoji II Bhonsle (1788 - 22 marzo 1816)
- Parsoji Bhonsle (1816 -  2 febbraio 1817) (n.1778 - m.1817)
- Mudhoji II Bhonsle "Appa Sahib" (1817 - 15 marzo 1818) (n. 1796 - m. 1840)
- Raghuji Bhonsle III (1818 - 11 dicembre 1853) (n. 1808 - m. 1853)